# Pont de Bressoux
Le pont de Bressoux est un pont liégeois traversant la Dérivation reliant le quartier de Outremeuse (Bavière) à Bressoux.

## Historique
Dès 1878, une passerelle, appelée passerelle de la Chartreuse, permit de rejoindre les deux quartiers, mais les crues de 1880 détruisirent l'ouvrage. Un nouveau pont fut construit, permettant le passage des tramways, et inauguré en 1898 ; il fut alors baptisé pont de Bressoux.
Un nouveau pont fut reconstruit en 1976 après la reprise par l’État des quais de la Dérivation, les rives furent équipées de passages sous le pont facilitant le transit par les quais. 
L'ouvrage est constitué de deux poutres du type Cantilever à l'image du pont de Longdoz.

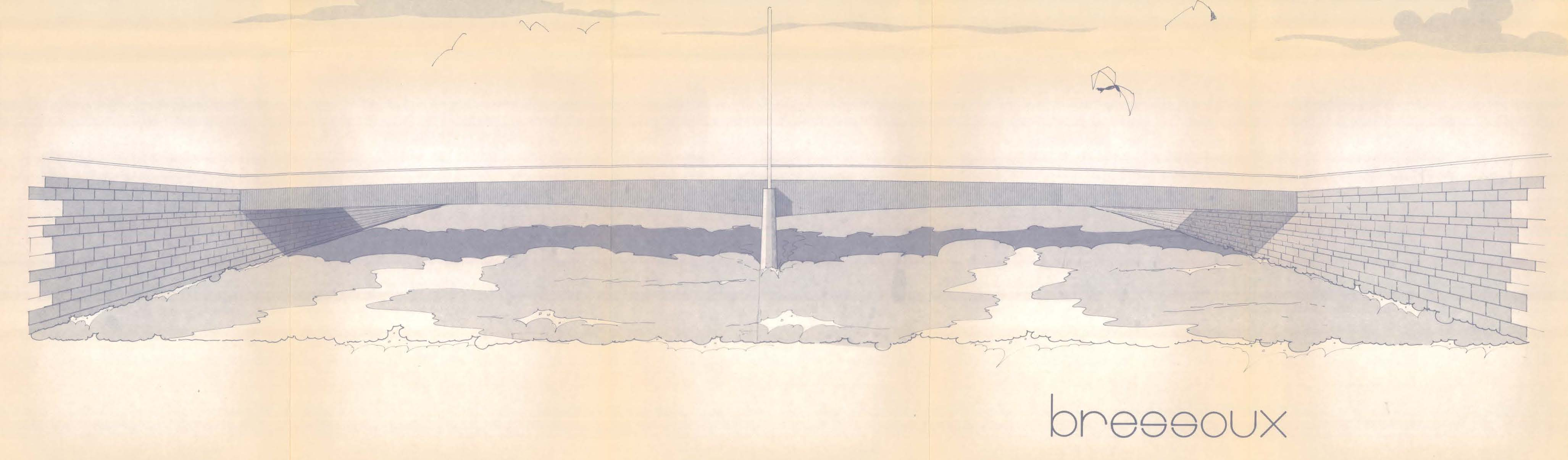
Projet du pont de Bressoux en 1975